# Galaktyka gwiazdotwórcza

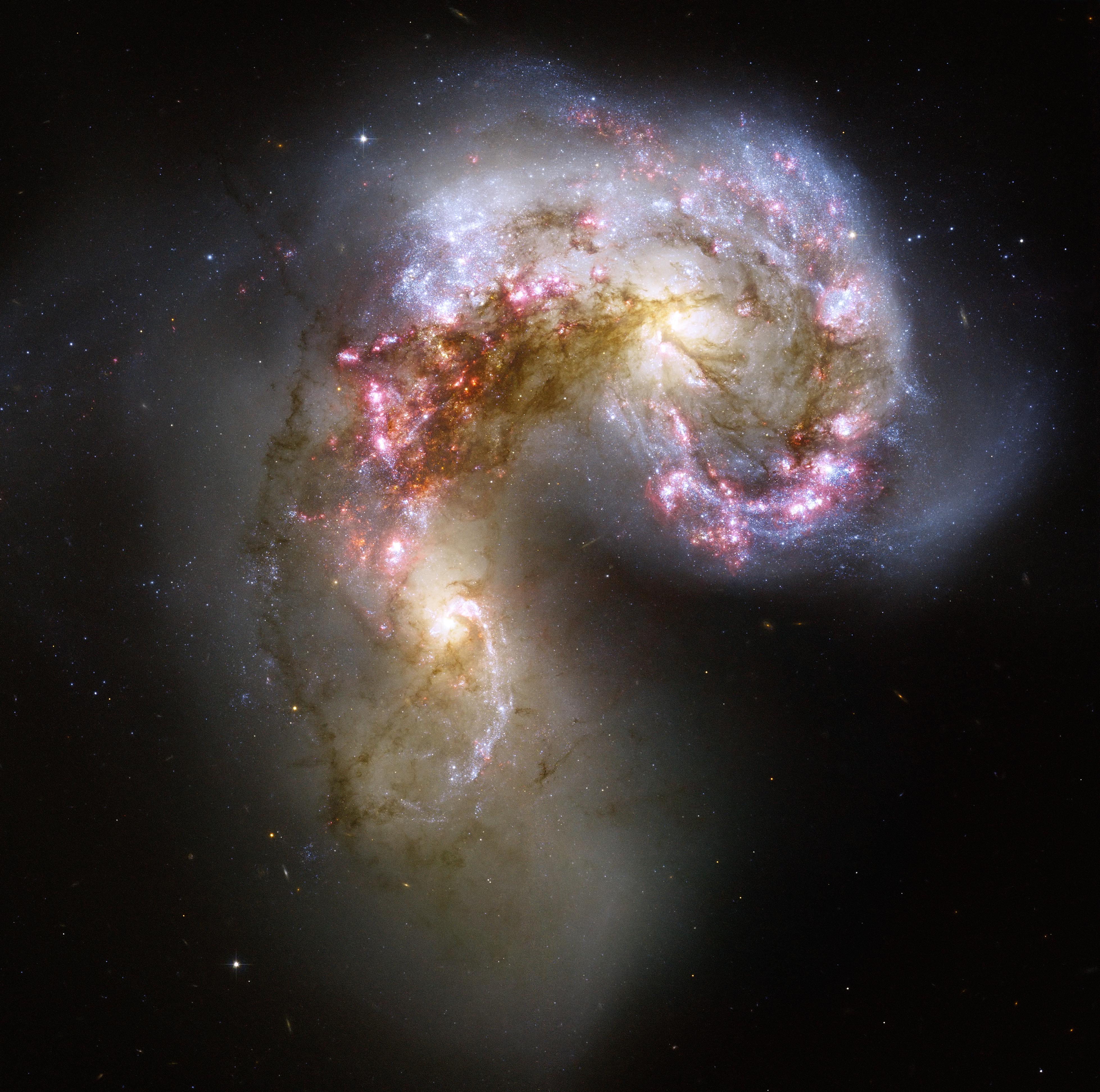
Galaktyki Czułki - przykład intensywnej burzy gwiazdowej w wyniku kolizji dwóch galaktyk NGC 4038 i NGC 4039 (NASA/ESA)

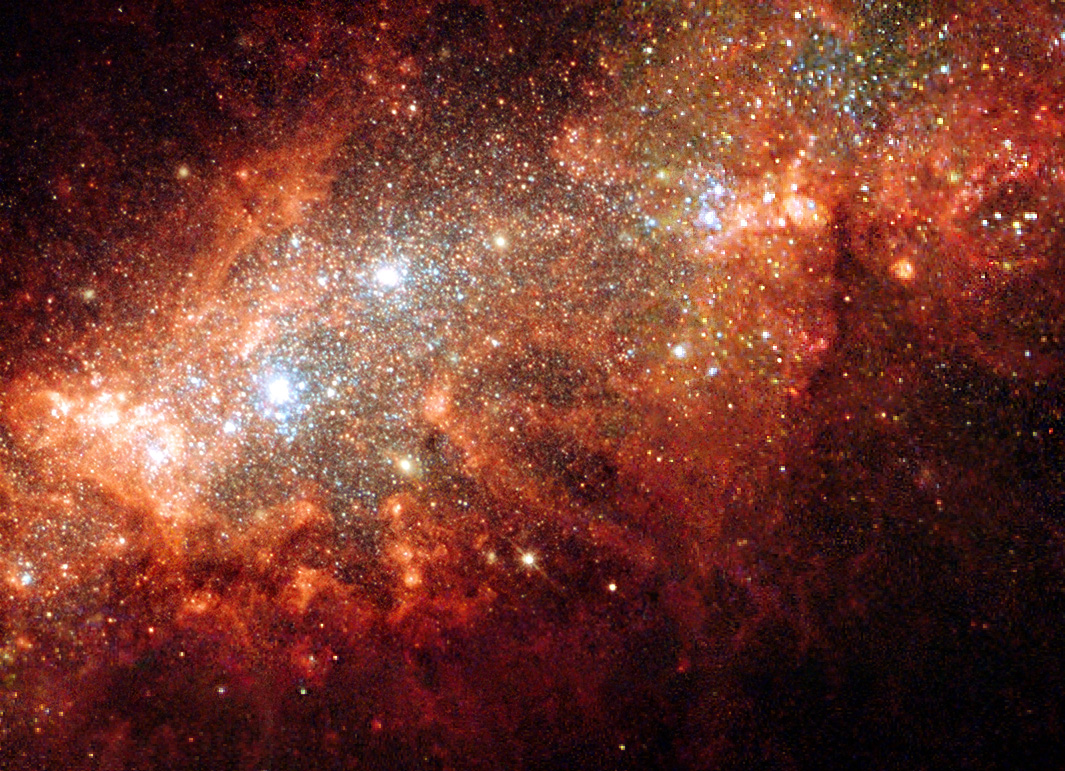
Burza gwiazdowa w centralnym regionie pobliskiej galaktyki karłowatej NGC 1569 (HST)

Galaktyka gwiazdotwórcza (ang. Starburst galaxy) – galaktyka, w której zachodzi wyjątkowo intensywny proces formowania nowych gwiazd w porównaniu z procesem powstawania gwiazd obserwowanym w większości galaktyk. Proces ten jest zwykle skutkiem kolizji lub bliskiego spotkania dwóch galaktyk. Przykładami galaktyk, w których występują niezwykle intensywne procesy powstawania gwiazd, są Galaktyka Cygaro, Galaktyki Czułki, IC 10 czy Haro 11.